# Silke Hüsing (Sportschützin)
Silke Hüsing (* 3. Februar 1960 in Göttingen) ist eine deutsche Trap- und Doppeltrap-Sportschützin.

## Leben und Karriere
Die Büchsenmacherin Silke Hüsing hatte ihren ersten internationalen Einsatz 1978 bei der Europameisterschaft (EM) in Suhl, dort belegte sie in der Disziplin Trap (Einzelwertung) den vierten Platz und mit der Damen-Trap-Mannschaft errang sie die Bronzemedaille. Bei der Weltmeisterschaft (WM) im gleichen Jahr in Seoul belegte sie Platz fünf.
Zu ihren Höhepunkten gehörten die Silbermedaille bei der WM 1993 in Barcelona und die Goldmedaille 1997 bei der EM in Sipoo, beides Mal mit der Damen-Trap-Mannschaft gemeinsam mit Susanne Kiermayer und Petra Knetemann. Die Silbermedaille bei den Europameisterschaften 2001 in Zagreb (mit Susanne Kiermayer und Sonja Scheibl) und die Bronzemedaille 1994 in Lissabon mit der Damen-Doppeltrap-Mannschaft (mit Kiermayer und Knetemann). Aber auch ihre Bronze-Einzelmedaillen in der Disziplin Trap bei der EM 1985 in Antibes und in der Disziplin Doppeltrap beim Weltcup 1993 in Suhl.
Auf nationaler Ebene ist Silke Hüsing heute immer noch aktiv und hat von 1977 bis 2022 bei den Deutschen Meisterschaften (DM) insgesamt 48 Medaillen erhalten. Sie wurde 23 Mal Deutsche Meisterin, 16 Mal Vizemeisterin und bekam 9 Mal Bronze, damit belegt Hüsing aktuell den zweiten Platz der erfolgreichsten Flintenschützen (Trap, Doppeltrap & Skeet) der DM hinter Waldemar Schanz, der diese Liste mit fast doppelt so vielen Medaillen anführt. Das liegt u. a. daran, dass es in den Damenklassen jahrelang keine Mannschaftswertung gab bzw. keine Mannschaftswertung gibt.